# Луцифер
Вижте пояснителната страница за други значения на Луцифер.
Луцифер е дума от латински произход, Lucifer, която буквално означава „носител на светлина“, „свет(л)оносец“ и от своя страна е превод от гръцката дума Εωσφόρος или Φώσφορος със същото значение.
В древността гръцките имена Фосфорос и Еосфорос (Омир, Хезиод) и латинския буквален превод „Луцифер“ (Вергилий, Овидий) са били име на планетата Венера – Аврора – „ярка утринна звезда“ (зорница), „зорница“, която се обожествява. Тези имена са епитет и на Аполон, Диана и др. божества.

## В българската версия на Библията
В българските преводи на Библията името Луцифер, с което пророк Исаия се обръща към падналия ангел, завидял на Бог, е преведено като звезда: „Как падна ти от небето, Деннице, сине на зората! Разби се от земята ти, който тъпчеше народите.“ (Исаия 14:12)

## В латинската версия на Библията
В Стария завет на Biblia Sacra Vulgata обръщението Луцифер се използва от пророк Исаия към падналия ангел, който завидял на Бог (Isias 14:12, „quomodo cecidisti de caelo lucifer qui mane oriebaris corruisti in terram qui vulnerabas gentes“).
Когато превежда Библията от гръцки на латински език, свети Йероним превежда „Фосфорос“ като „Луцифер“. В Новия завет:
2 Петрово 1:19 "И [така], пророческото слово повече се потвърждава за нас; и вие добре правите, че внимавате на него, като на светило, което свети в тъмно място, догде се зазори, и звездата („Светият дух“) изгрее в сърцата ви."
В християнската демонология съществува демон, на име ЙЕЗАВЕЛ, чието призвание е да отнема този Дух от хората и да ги обръща в служба на Сатаната. Нейната цел е да убива Божиите пророци.(Виж книга Царства) Затова и чрез лъжепророчества тя учи на гордост и измама и в някои преводи вместо „звезда“ е написано името „Луцифер“, което би могло да създаде проблеми в тълкуванието.

## В християнската традиция
В Стария завет Луцифер е падналият ангел, наказан за завистта си към Бог (Книга на пророк Исаия, 14:12).
| „ | И падна от небето ти, о, Деннице, утринна звезда | “ |

Горният цитат е от Библията, Книга на Исая, свързан със смъртта на вавилонския цар с изграждането на Зорница (утринната звезда Венера).
В Евангелието на Лука (10,18) и Откровението на Йоан (12,9) Луцифер е синоним на Сатаната. В раннохристиянските апокрифи (Втора книга на Енох и др.) историята на „падналия ангел“ се описва пространно. Там той е един от най-висшите и близко до Божествения трон стоящ ангел. Бог искал всички ангели да се поклонят на хората. Но Луцифер се обидил от това, че Бог е създал човека по негово подобие и иска да се поклони на тях и защото хората говорили срещу самия Бог. Луцифер въстанал срещу него и бил пратен в бездната. Нарича се затова „паднал от небесните селения ангел“, превръщайки се в архетип на злото и враг на Бога. Понякога в славянските апокрифни преписи Луцифер се нарича „Аполлион“ – името идва от езическия бог на светлината Аполон.
Падналият ангел (Фосфорос, Еосфорос или Луцифер) се описва и в гръцките и български зографски ерминии и съответно се изобразява в православната живопис като тъмен демон – ангел, потъпкан от архангелите: стенопис в манастира Дионисиу на Атон от 1603 г., където падналият ангел Луцифер е подписан „Εωσφόρος“.
Луцифер е един от Четиримата Царе на Пъкъла, заедно със Сатаната, Беллиал и Левиатан. Има дъщеря, известна още като италианската богиня Арадия.

## В масовата култура
През 1887 г. Е.П.Блаватска издава в Лондон ежемесечно списание Lucifer, заменено по-късно от The Theosophical Review.